# بخش اودایپور
بخش اودایپور (به انگلیسی: Udaipur district) یک منطقهٔ مسکونی در هند است که در Udaipur division واقع شده‌است. بخش اودایپور ۱۱٬۷۲۴ کیلومتر مربع مساحت و ۳٬۰۶۸٬۴۲۰ نفر جمعیت دارد.